# 1831 aux États-Unis
Pour des articles plus généraux, voir Chronologie des États-Unis et 1831.
Chronologie des États-Unis
- 1827
- 1828
- 1829
- 1830
- 1831
- 1832
- 1833
- 1834
- 1835

Cette page concerne des événements d'actualité qui se sont produits durant l'année 1831 du calendrier grégorien aux États-Unis.

## Gouvernement
- Président : Andrew Jackson (Démocrate)
- Vice-président : John Caldwell Calhoun (Républicain-Démocrate)
- Secrétaire d'État : Martin Van Buren (Démocrate) jusqu'au 23 mai puis Edward Livingston à partir du 24 mai
- Chambre des représentants - Président : Andrew Stevenson (Démocrate) jusqu'au 4 mars puis à partir du 5 décembre

## Événements
- 1er janvier : l’Américain William Lloyd Garrison publie son journal abolitionniste, The Liberator[1]. En janvier, des Noirs libres sont fouettés et emprisonnés à Washington pour l’avoir vendu.

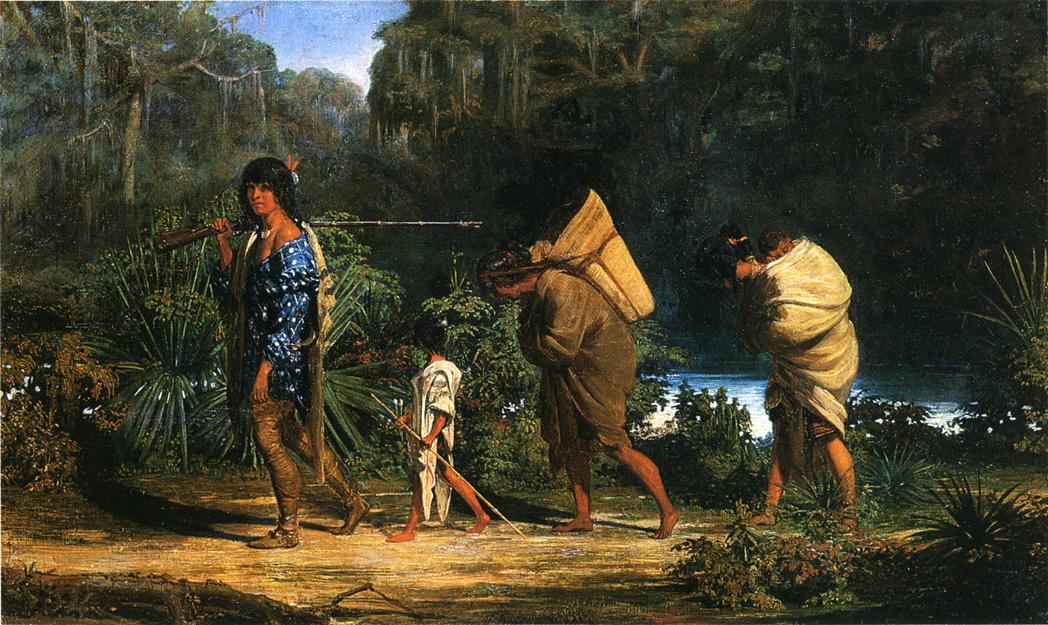
Des Indiens de la Louisiane marchant le long d'un bayou par Alfred Boisseau, peint en 1846.

- 24 février : ratification du traité de Dancing Rabbit Creek, signé le 27 septembre 1830, par le président des États-Unis[2]. Treize mille Choctaws du Mississippi partent vers l’ouest. Plusieurs milliers d’entre eux sont tués par la famine et le choléra. Les sept mille Choctaws qui ne sont pas encore partis décident de ne pas bouger.
- 18 mars : procès des Cherokees contre l’État de Géorgie, la Cour suprême décide que la nation Cherokee n'est ni une nation souveraine ni une nation étrangère résidant au sein des États-Unis et qualifie les Amérindiens de « nations internes et dépendantes »[3]. Les Cherokees sont invités à s’installer à l’ouest du Mississippi et leurs terres sont mises en vente. Ils adoptent une politique de non-violence bien que leurs propriétés aient été saisies, leurs maisons brûlées, leurs écoles fermées et leurs femmes maltraitées. En 1832, Andrew Jackson déclarera la prééminence des droits des États concernant la question cherokee. Leur journaux sont interdits, leur gouvernement dissout, les missionnaires mis en prison et les terres éparpillées en petites parcelles.

Sceau de l'Université de New York

- 2 avril : Gustave de Beaumont et Alexis de Tocqueville sont envoyés aux États-Unis pour y étudier le système pénitentiaire américain, d'où ils reviennent avec Du système pénitentiaire aux États-Unis et de son application (1833). Tocqueville, qui était fasciné par la politique américaine, écrit un traité d'analyse politique et sociale, De la démocratie en Amérique (publié en deux livres, le premier en 1835, le second en 1840).
- 18 avril :
  - Fondation par l’homme politique américain Albert Gallatin et un groupe de New-yorkais de l'Université de New York, elle deviendra la plus grande université privée à but non lucratif du pays, avec un nombre total d’étudiants supérieur à 50 000[4].
  - L'université d’Alabama, située à Tuscaloosa, est fondée.

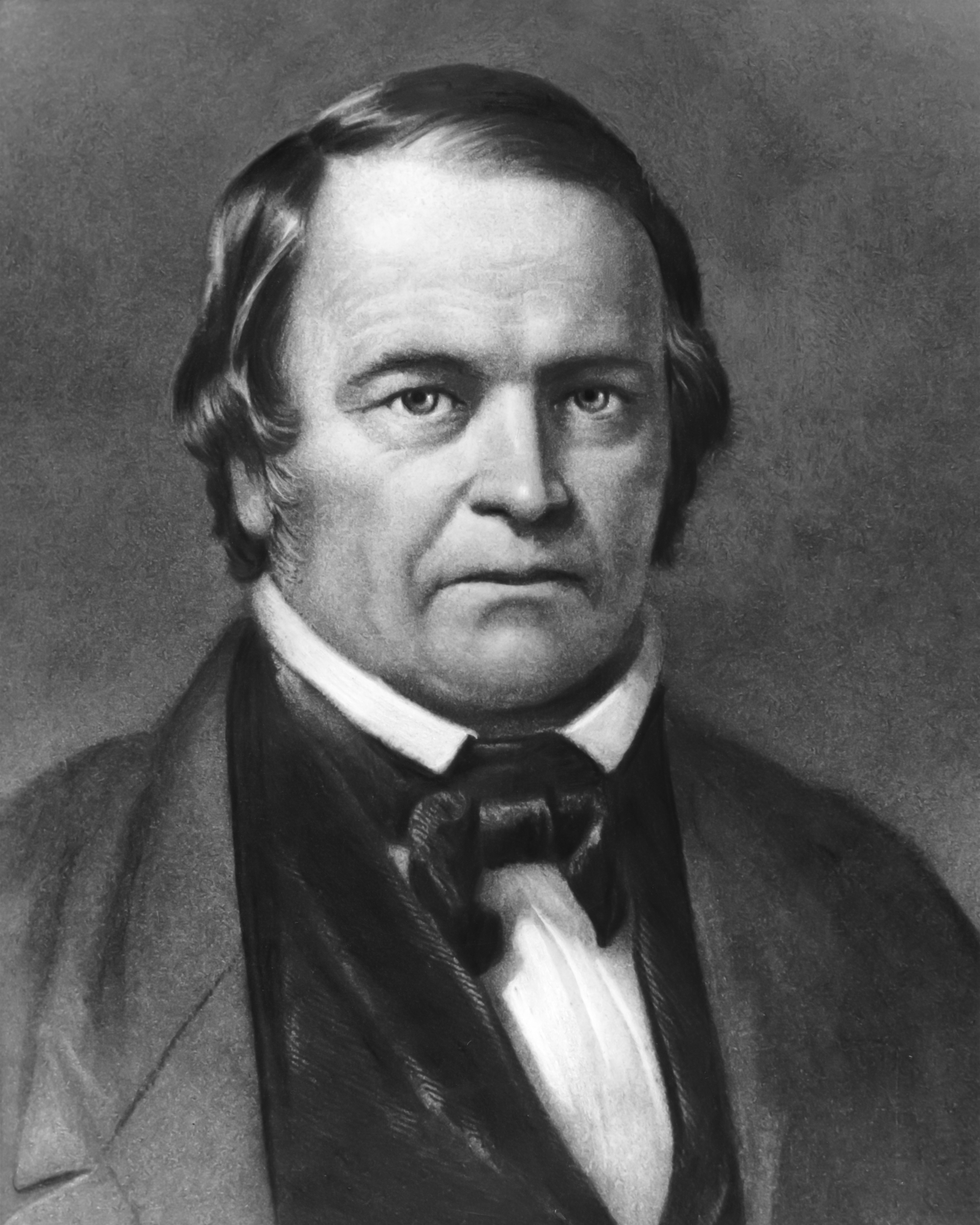
William Miller

- 7 août : le pasteur baptiste américain William Miller prêche son premier sermon sur le retour du Christ à Dresden (Comté de Yates, New York), lançant l'Adventisme aux États-Unis.
- 21 août : début d’une révolte d’esclaves noirs dirigée par Nat Turner dans le comté de Southampton (Virginie)[5]. Soixante-dix esclaves saccagent des plantations et tuent une cinquantaine de Blancs américains. Après la révolte, le système répressif se durcit considérablement dans le Sud.
- 30 octobre : dans le comté de Southampton (Virginie), Nat Turner, un esclave échappé, est capturé et arrêté pour mener la révolte d'esclaves la plus sanglante dans l'histoire des États-Unis.
- 11 novembre : à Courtland (Virginie), Nat Turner, un esclave échappé, et dix-huit de ses hommes sont pendus pour avoir mené la révolte d'esclaves la plus sanglante dans l'histoire des États-Unis.
- L'américain Cyrus McCormick perfectionne la moissonneuse mécanique.
- Fondation de l'université wesleyenne (Wesleyan University), université privée d'arts libéraux située à Middletown dans le Connecticut.

## Naissances
- 3 mars. : George Pullman, industriel américain et inventeur des voitures-lits.

#### Articles généraux
- Histoire des États-Unis de 1776 à 1865
- Évolution territoriale des États-Unis
- Piste des Larmes